# Rejowiec
Rejowiecⓘ é um município no leste da Polônia. Pertence à voivodia de Lublin, no condado de Chełm. É a sede da comuna urbano-rural de Rejowiec. Estende-se por uma área de 6,5 km², com 1 997 habitantes, segundo o censo de 31 de dezembro de 2021, com uma densidade populacional de 307,2 hab./km².
Encontra-se na histórica terra de Chełm. De 1547 a 12 de janeiro de 1870, Rejowiec era uma cidade; recuperou os direitos municipais em 1 de janeiro de 2017. O riacho Rejka, tributário direito do rio Wieprz, passa pela cidade.
Rejowiec é a sede da paróquia católica romana de São Josafá Kuncewicz.

## Demografia
Conforme os dados do Escritório Central de Estatística da Polônia (GUS) de 31 de dezembro de 2022, Rejowiec é uma cidade muito pequena com uma população de 2 000 habitantes (40.º lugar na voivodia de Lublin e 866.º na Polônia), tem uma área de 6,5 km² (44.º lugar na voivodia de Lublin e 761.º lugar na Polônia) e uma densidade populacional de 307 hab./km² (31.º lugar na voivodia de Lublin e 726.º lugar na Polônia). Nos anos 2002–2021, o número de habitantes diminuiu 8,4%.
Os habitantes de Rejowiec constituem cerca de 2,60% da população do condado de Chełm, constituindo 0,10% da população da voivodia de Lublin.
| Descrição                         | Total      | Total   | Mulheres   | Mulheres | Homens     | Homens  |
| --------------------------------- | ---------- | ------- | ---------- | -------- | ---------- | ------- |
| unidade                           | habitantes | %       | habitantes | %        | habitantes | %       |
| população                         | 2 000      | 100     | 1 033      | 51,7     | 967        | 48,3    |
| superfície                        | 6,5 km²    | 6,5 km² | 6,5 km²    | 6,5 km²  | 6,5 km²    | 6,5 km² |
| densidade populacional (hab./km²) | 307        | 307     | 158,7      | 158,7    | 148,3      | 148,3   |

## História
A vila de Sawczyn, juntamente com uma parte das propriedades de Kobyle, Rybie e Siennica, como dote de Zofia Kościeniówna, ficou nas mãos de Mikołaj Rej (provavelmente em 1542). Em 1547, Mikołaj Rej obteve do rei Sigismundo I, o Velho, um privilégio de localização e o direito de usar o nome Rejowiec (do nome do fundador da cidade). A cidade também teve o direito de organizar duas feiras. Para o fundador da cidade, a venda de lotes para colonos judeus era uma importante fonte de renda. Por iniciativa de Rej, um forte centro calvinista também foi estabelecido aqui. A congregação calvinista local sobreviveu até 1700. Talvez Mikołaj Rej tenha morrido em Rejowiec e enterrado na congregação calvinista que ele fundou em Oksa. Permaneceu nas mãos dos herdeiros de Mikołaj Rej até o final do século XVII. Então os donos da vila foram, entre outros, o hetman Wacław Piotr Rzewuski, Borecki, Studzinski, Zaleski, Ossolinski e Woronieccy. Józef Kajetan Ossoliński - como proprietário de Rejowiec construiu aqui em 1796 uma igreja católica de rito oriental de São Miguel Arcanjo e o palácio de sua filha Konstancja Ossolińska, a futura herdeira de Rejowiec. Na primeira metade do século XIX, a família Ossoliński renovou seu palácio no estilo clássico. No século XIX, graças a Józef Budny - o proprietário da cidade, a indústria começou a se desenvolver em Rejowiec. Uma refinaria de açúcar e destilaria (existente até hoje) e usinas foram estabelecidas. Por iniciativa de Budny, uma igreja no estilo neogótico foi construída em 1906–1907, igreja de São Josafá Kuntsevytch. No século XIX, a população aumentou rapidamente devido ao desenvolvimento da indústria: em 1810, havia 448 habitantes e em 1886, 1 710  (neste ano foi fundada a comuna de Rejowiec). Rejowiec perdeu os direitos de cidade como resultado da repressão czarista após a queda da Revolta de Janeiro. Em 1921, a vila possuía 2 596 habitantes.
Durante a agressão alemã contra a Polônia, foi lançada em Rejowiec a chamada “barreira policial”, para auxiliar os soldados poloneses perdidos a chegarem às unidades em formação do Exército Polonês. Em abril de 1940, durante a Segunda Guerra Mundial, os alemães estabeleceram um gueto judeu em Rejowiec. Além dos judeus locais, os judeus deslocados de Cracóvia e Lublin foram assentados lá. Na primavera de 1942, um “gueto de trânsito” foi organizado em Rejowiec, no qual pelo menos 6 000 pessoas foram presas. Judeus da Eslováquia e do Protetorado da Boêmia e Morávia. O gueto existiu até agosto de 1942, e residualmente até a primavera de 1943. Cerca de 8 000 pessoas passaram por ele. Judeus poloneses e estrangeiros, quase todos mortos ou assassinados.
Durante a guerra, um forte movimento de resistência operou nas proximidades de Rejowiec. Em 27 de março de 1944, partidários da unidade do Exército Popular “Codorniz” de E. Gronczewski sequestraram aqui na rua um SS-Mann. Rejowiec foi ocupada pelas unidades do Exército Vermelho em 23 de julho de 1944. Após a guerra, Rejowiec era habitada por 1 400 pessoas. Este declínio significativo na população resultou do assassinato da população judaica pelos alemães.
Nos anos 1975−1998, a cidade estava localizada na voivodia de Chełm. Desde 1 de janeiro de 2006, ela pertence ao condado de Chełm (anteriormente de Krasnystaw). Em 2016, foram realizadas consultas em Rejowiec sobre a restauração dos direitos municipais, com a participação de 69,41% dos titulares (3755 habitantes de 5410), dos quais 89,8% foram a favor da concessão dos direitos de cidade. A cidade é a sede da comuna urbano-rural de Rejowiec. Está localizada a 14 km a oeste de Chełm e a 5 km a sudeste de Rejowiec Fabryczny.

## Monumentos históricos

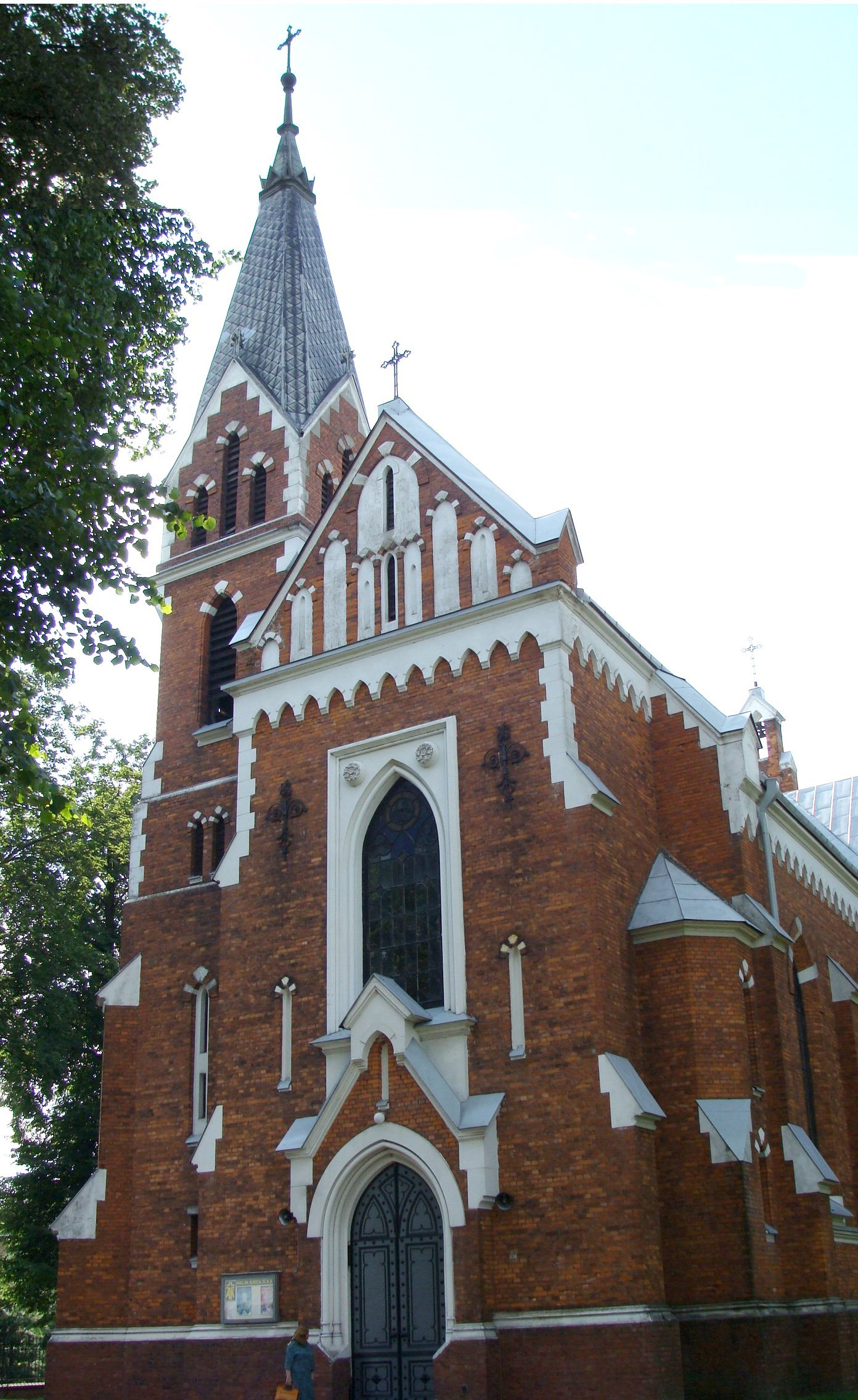
Igreja paroquial neogótica de São Josafá Kuntsevytch

- Palácio Ossoliński (primeira metade do século XIX, clássico e eclético)
- Cemitério judeu[17]
- Igreja de São Miguel Arcanjo com um campanário, do final do século XVIII
- Igreja neogótica São Josafá Kuntsevytch de 1906–1907
- Complexo de palácio e parque em Rejowiec[18] — um palácio construído na segunda metade do século XIX, provavelmente expandiu-se em uma seção de ala lateral na virada do século XIX a XX. Serviu como residência de poderosas famílias nobres e aristocráticas, incluindo Ks. Woronieckich, conde Łubieński. No período recente (até 1944), pertencia à família Budny — representantes da nova burguesia industrial. Nas imediações do palácio existe um jardim inglês do século XIX, transformado no século XX, fortemente reduzido após a Segunda Guerra Mundial. Atualmente, o complexo inclui: um palácio, um anexo, provavelmente do século XVIII, transformado nos séculos XIX e XX, e todos os quatro erguidos simultaneamente com o palácio. Está localizado em uma pequena colina, separada do povoado por vastos prados. O edifício do palácio é um edifício independente, composto pelo corpo principal e duas alas laterais adjacentes a ele, de tijolo rebocado. O corpo principal está voltado para a frente nordeste. Tem uma projeção quadrada, é de dois andares, sem porão, com uma torre de quatro andares e posicionada centralmente. No eixo da frente do corpo, um pórtico e um avant-corps de três lados a partir do sul. Um interior de duas baías e tripartido no térreo, com uma sala octogonal no eixo norte-sul. O piso térreo tem a forma de uma cruz isósceles, cujo braço sul é aumentado pela profundidade do avant-corps de três lados. As alas laterais, que vão no sentido sudeste e sudoeste, estão situadas numa projeção irregular, formada por dois retângulos adjacentes de comprimento irregular. O canto sudoeste e a ala oeste terminam em forma semicircular, enquanto a ala leste, a impressão de semicircularidade é obtida pela colunata, que no canto sudeste passa semicircularmente até à profundidade do trato posterior. Ambas as alas são flanqueadas com torres com seção transversal circular. No arranjo espacial e composicional do parque, foi preservada a “axialidade existente da suposição de sudoeste para nordeste”. Do lado nordeste, havia um pátio principal do palácio com um grande gramado decorativo em forma de círculo ou oval no meio. A estrada de acesso é conduzida do leste por um portão de entrada neogótico, diretamente no pátio. O complexo do palácio está incluído no III grupo de monumentos arquitetônicos da Polônia.

## Comunidades religiosas
- Igreja Católica de Rito Latino:
  - Paróquia de São Josafá Kuntsevytch, rua Kościuszki 68[19]
- Testemunhas de Jeová:
  - Igreja de Rejowiec (Salão do Reino)

## Trilhas turísticas
- Trilha turística de caminhada: trilha turística amarela “Trilha ariana”, aprox. 64 km[20]
- Trilha turística de bicicleta: Trilha de Mikołaj Rej[21]

## Galeria

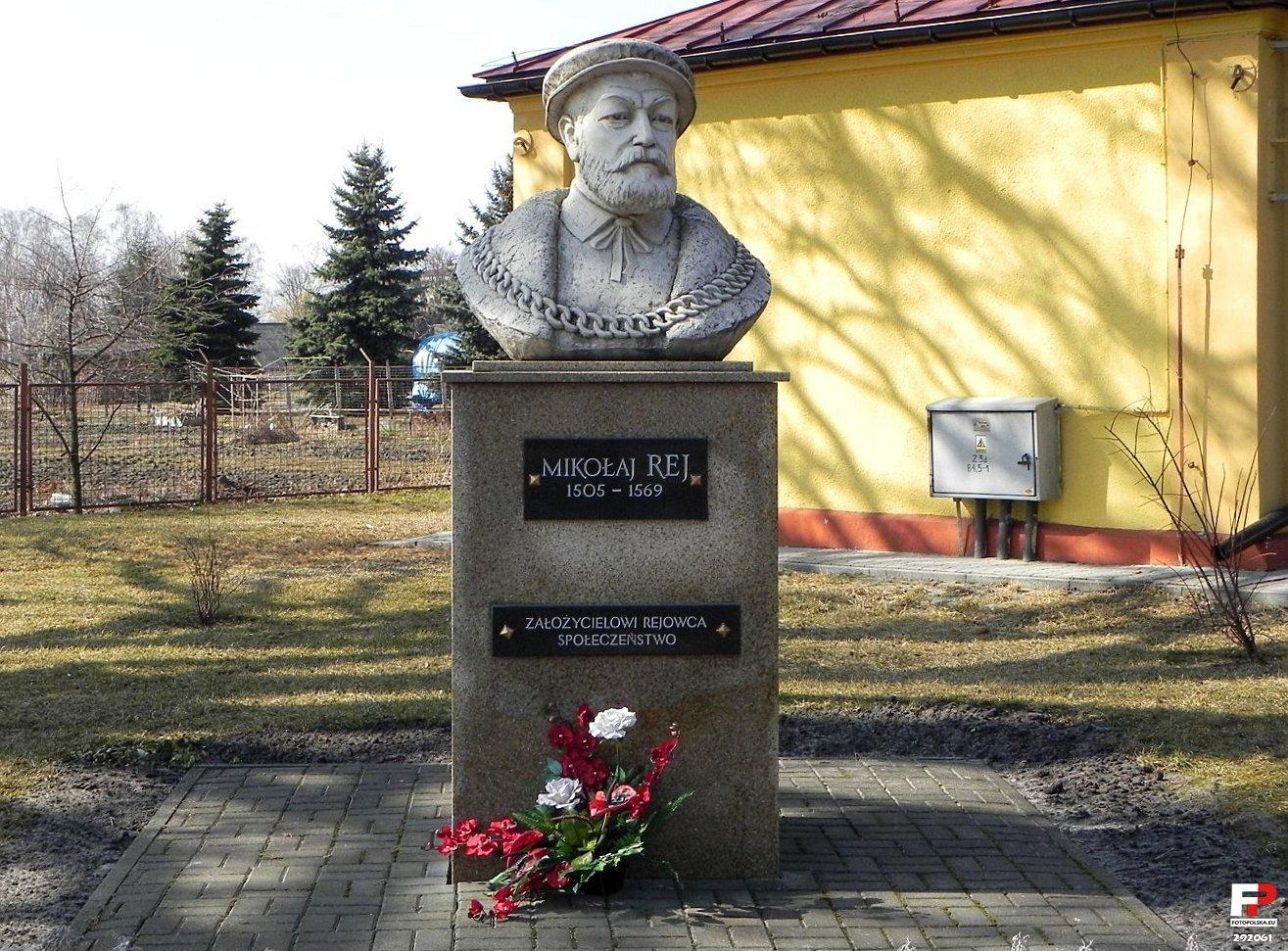
Estátua de Mikołaj Rej
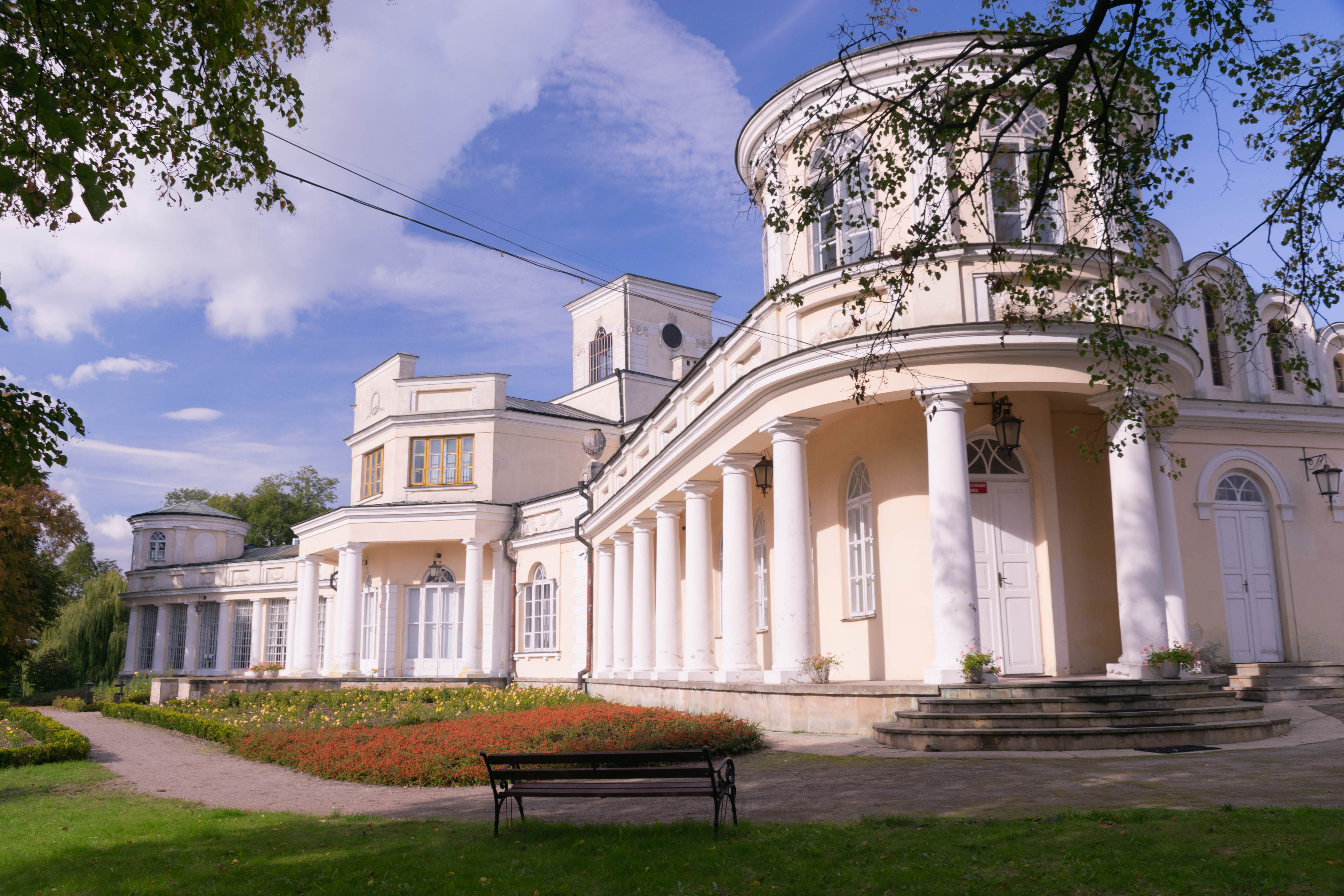
Gabinete Municipal (Palácio Zaleski)
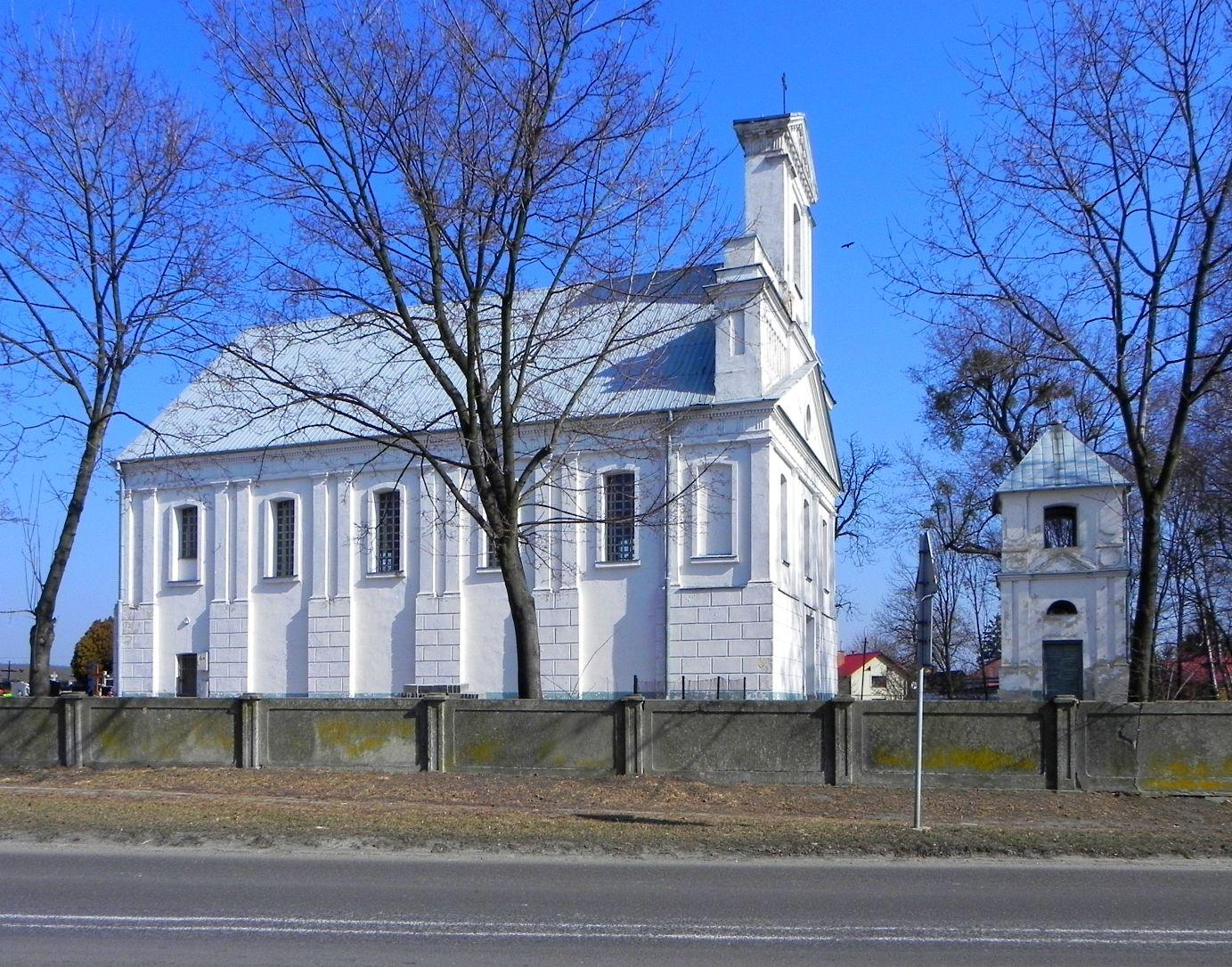
Antiga igreja unitarista do século XVIII
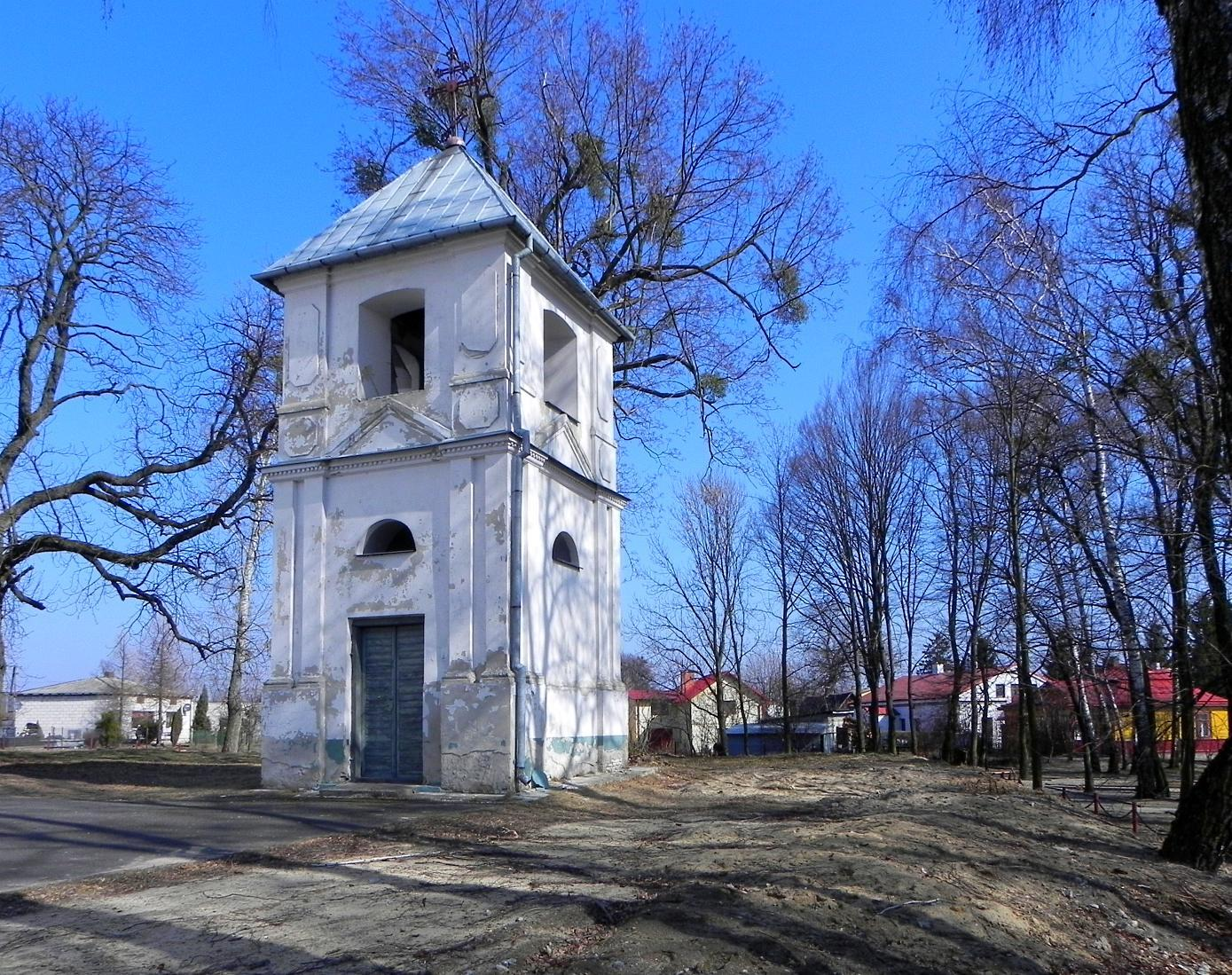
Campanário classicista da igreja
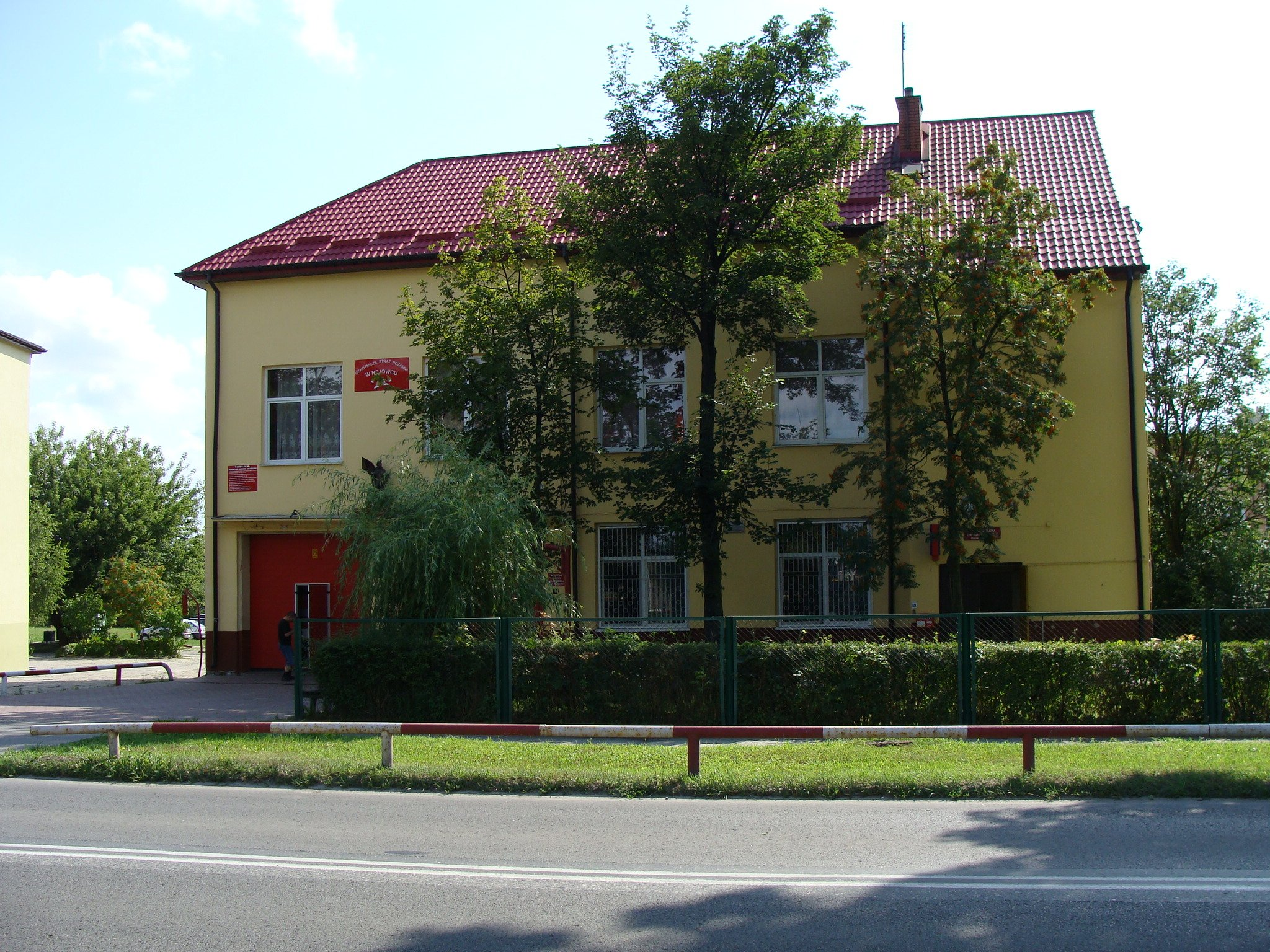
Brigada de incêndio voluntária
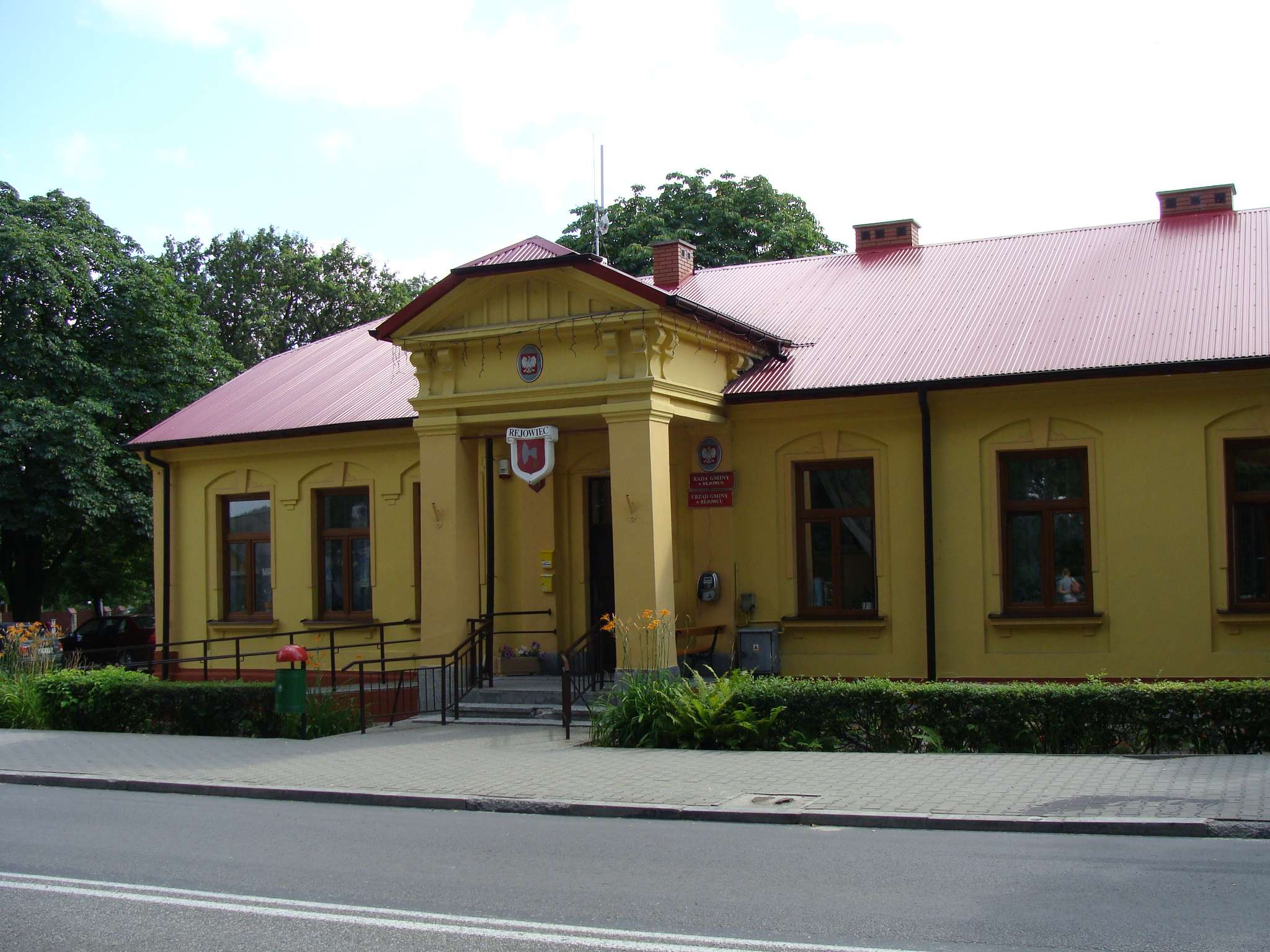
Antiga sede da comuna